# (19629) Serra
(19629) Serra est un astéroïde de la ceinture principale d'astéroïdes.

## Description
(19629) Serra est un astéroïde de la ceinture principale d'astéroïdes. Il fut découvert le 8 septembre 1999 à Guitalens par Alain Klotz. Il présente une orbite caractérisée par un demi-grand axe de 2,79 UA, une excentricité de 0,03 et une inclinaison de 2,4° par rapport à l'écliptique.

## Compléments